# تومویا اوچیدا
تومویا اوچیدا (انگلیسی: Tomoya Uchida؛ زادهٔ ۱۰ ژوئیهٔ ۱۹۸۳) بازیکن فوتبال اهل ژاپن است.